# Деренівська стінка
Дерені́вська сті́нка — ботанічна пам'ятка природи місцевого значення в Україні. Розташована на захід від села Касперівці Чортківського району Тернопільської області, в кварталі 81 вид. 2 Заліщицького лісництва Чортківського держлісгоспу, в межах лісового урочища «Деренівка».
Оголошено об'єктом природно-заповідного фонду згідно з рішенням виконкому Тернопільської обласної ради від 21 грудня 1974 № 554. Перебуває у віданні ДП «Чортківське лісове господарство» (Заліщицьке лісництво, кв. 81, вид. 2).
Площа — 6 га. Під охороною — аборигенна скельна та лучно-степова рослинність. Особливо цінні ясенець білий — вид, занесений до Червоної книги України, мигдаль степовий, вишня кущова — рідкісні й такі, що перебувають на межі зникнення, види рослин на території області, інші види флори, цінні у науковому, пізнавальному та естетичному значеннях. Місце оселення корисної ентомофауни.
У 2010 р. увійшла до складу національного природного парку «Дністровський каньйон».